# Ellas Vamos por M+
Ellas Vamos por M+ es un canal de televisión por suscripción español, propiedad de Telefónica, de temática deportiva femenina y que está disponible exclusivamente en Movistar Plus+.

## Historia
Inició sus emisiones el 8 de abril de 2022 para todos los abonados de la plataforma, emitiendo de viernes a domingo.
El 1 de agosto de 2023, el canal fue renombrado como Ellas Vamos por M+ tras una remodelación completa de su oferta televisiva de la plataforma Movistar Plus+, que implicaba tanto la desaparición de algunos canales como la creación de otros, manteniendo la misma programación que emitía como 	Ellas #Vamos por M+.

## Disponibilidad
En España, el canal está disponible en exclusiva en Movistar Plus+ en el dial 56, en alta definición para clientes de fibra y satélite, y en definición estándar para clientes de ADSL. También está disponible como canal de emisión lineal en el servicio de vídeo bajo demanda, tanto para clientes de Fusión como de Movistar+ Lite.
En Andorra está disponible en SomTV en el dial 200 en alta definición. También está disponible como canal de emisión lineal en el servicio de vídeo bajo demanda.

## Imagen corporativa

2022 - 2023
2023 - presente